# Ϸ

Ϸ, ϸ(쇼)는 그리스 문자 자모이다. 원래 그리스어에는 없으나 박트리아어, 그리스어에는 있는 음운 [ʃ]의 소리를 나타내는 문자이다. 자형이 룬 문자, 라틴 문자에서 음운 [θ]의 소리를 나타내는 Þ에 비슷하다.

## 참조
- 쇼 (영어)